# Blanco (énekes)
Riccardo Fabbriconi (művésznevén: Blanco, Calvagese della Riviera, 2003. február 10. –) olasz énekes, rapper. A 2022-es Sanremói Dalfesztivál győztese Mahmooddal közösen, ők képviselték közösen Olaszországot a 2022-es Eurovíziós Dalfesztiválon Torinóban, a Brividi című dallal.

## Magánélete
Riccardo Fabbriconi Calvagese della Rivierában született 2003. február 10-én. Édesapja Rómából származik, édesanyja Lombardiából. Gyerekkora nagy részét Bresciában és Desenzano del Gardában töltötte, ott járt iskolába.

## Zenei pályafutása
2021. december 5-én vált hivatalossá, hogy az énekes és Mahmood bekerültek a 2022-es Sanremói Dalfesztivál mezőnyébe. Daluk címét december 16-án jelentették be, míg a dal hivatalosan február 1-jén jelent meg, miután a dalfesztivál első estéjén előadták. A február 5-i döntőben a Brividi című dal lett a sajtó, a szakmai zsűri és a nézők szavazatai alapján a 2022-es Sanremói Dalfesztivál győztese. Mahmood és Blanco a következő napon hivatalosan is megerősítette, hogy a fesztivál győzteseikén élnek a lehetőséggel, és szeretnék képviselni Olaszországot az Eurovíziós Dalfesztiválon.
Mivel Olaszország tagja az automatikusan döntős Öt Nagy országának és ebben az évben egyben a rendező ország is, ezért a dalt az Eurovíziós Dalfesztiválon a május 14-én rendezett döntőben adták elő, de előtte az első elődöntő zsűris főpróbáján is hallható volt. A szavazás során a hatodik helyen végzett a dal.

## Diszkográfia

### Stúdióalbumok
- Blu celeste (2020)

### Kislemezek
- Belladonna (Adieu)
- Notti in bianco (2020)
- Ladro di fiori (2020)
- Paraocchi (2021)
- Finché non mi seppelliscono (2021)
- Blu celeste (2021)
- Finché non mi seppelliscono (2021)

### Együttműködések
- La canzone nostra (Mace ft. Salmo, 2021)
- Mi fai impazzire (Sfera Ebbasta, 2021)
- Brividi (Mahmoood, 2022)